# 11203 Danielbetten
A 11203 Danielbetten (ideiglenes jelöléssel 1999 FV26) a Naprendszer kisbolygóövében található aszteroida. A LINEAR projekt keretében fedezték fel 1999. március 19-én.